# Васил Левський (стадіон)
«Васил Левський» (болг. Национален стадион «Васил Левски») — футбольний стадіон у місті Софія, найбільша спортивна арена Болгарії. Названий на честь Васила Левського, Національного героя Болгарії.